# Roskildei székesegyház
A roskildei székesegyház (dánul: Roskilde Domkirke, ejtsd: roszkille) a sjællandi Roskilde városában található, és a világ első téglából épült gótikus székesegyháza; hatására terjedt el a téglagótika Észak-Európában. A 12. és 13. században épült; román és gótikus jegyeket egyaránt magán hordoz. A 20. századig ez volt az egyetlen székesegyház Sjællandon. Két tornya uralja Roskilde városképét.
A 15. század óta ez a dán uralkodók fő temetkezési helye, ennek megfelelően az évszázadok folyamán több uralkodó is bővítette, új temetőkápolnákat építve hozzá. 1536-ban, a reformációt követően a püspök székhelye Koppenhágába került, és innentől fogva viseli a Sjælland püspöke címet.
A székesegyház jelentős idegenforgalmi látványosság: évente több mint 115 000 látogatót vonz. 1995 óta a világörökség része.
1987 óta itt működik Dánia egyik legjobb fiúkórusa, a Roskildei Székesegyház Fiúkórusa. A katedrális koncerteknek is rendszeresen helyet ad.

## Temetkezési hely

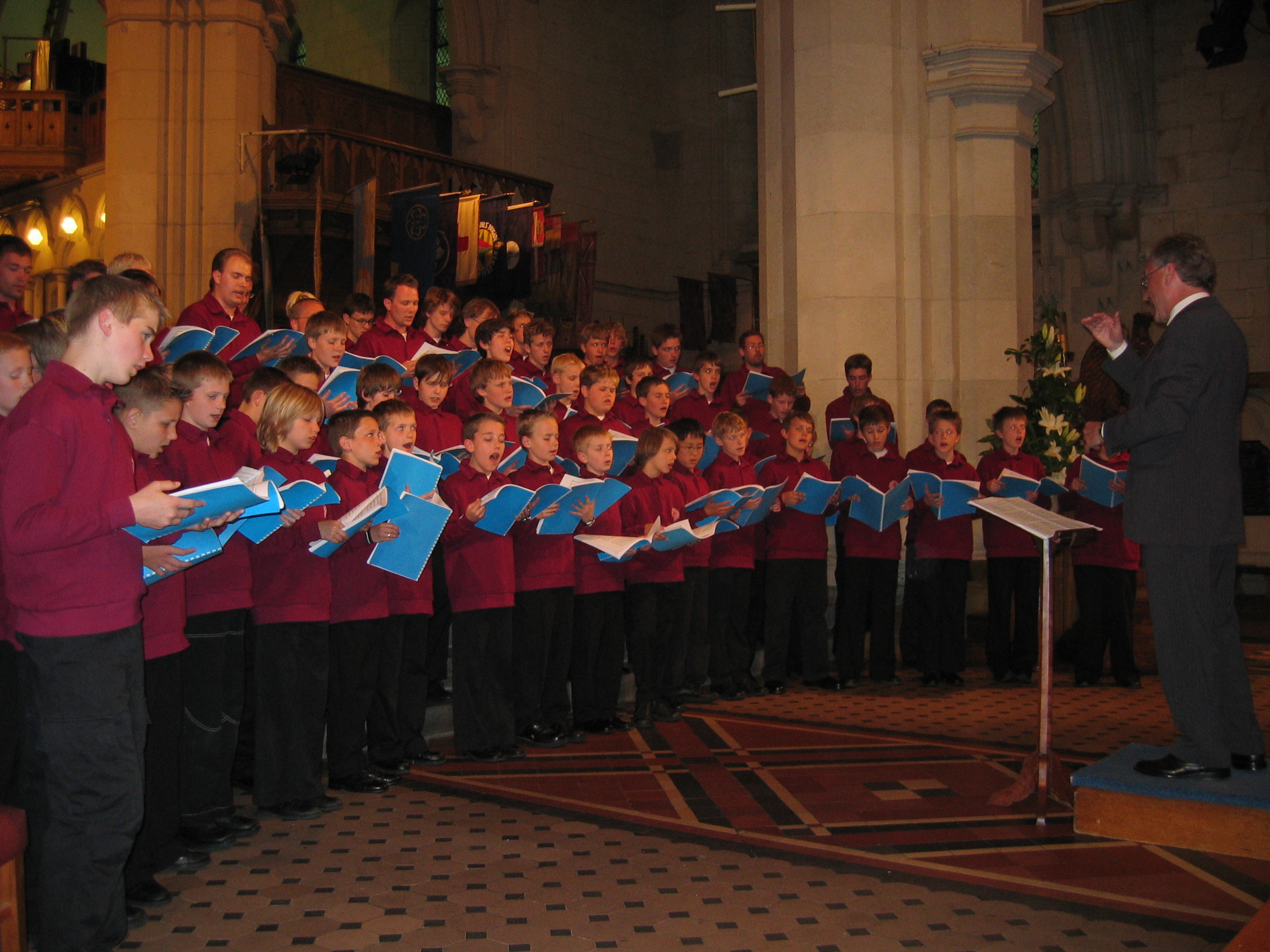
A székesegyház fiúkórusa

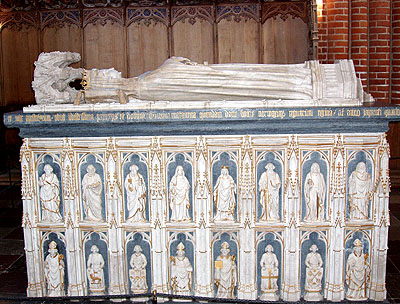
I. Margit sírja

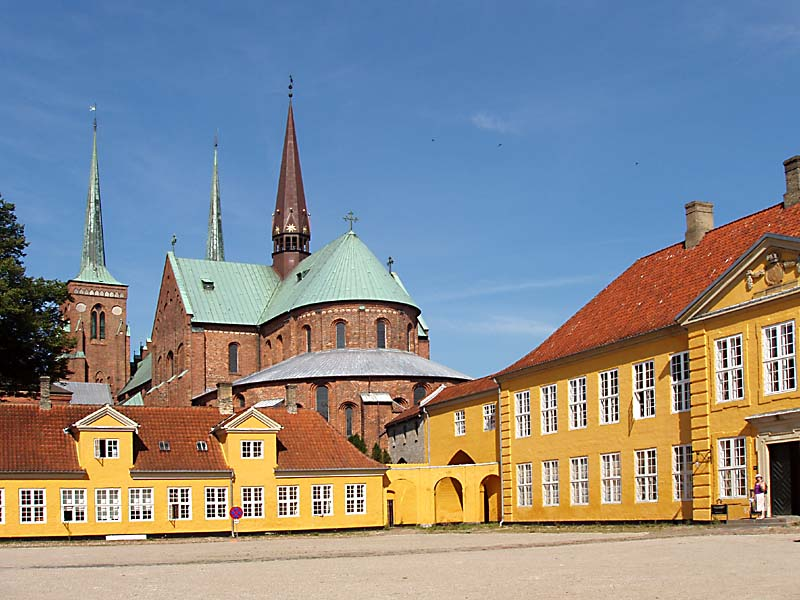
A székesegyház hátulról

A dán királyi család alábbi tagjait helyezték itt végső nyugalomra:
- I. (Kékfogú) Harald (valószínűleg, de nem bizonyosan) (986)
- I. (Villásszakállú) Svend (1014)
- II. Svend Estridsson (1076)
- I. Margit (1412)
- III. (Bajor) Kristóf (1448) és Brandenburgi Dorottya királyné (1495)
- I. Keresztély (1481)
- III. Keresztély (1559) és Szász-Lauenburgi Dorottya királyné (1571)
- II. Frigyes (1588) és Mecklenburg-Schwerini Zsófia királyné (1631)
- IV. Keresztély (1648) és Brandenburgi Anna Katalin királyné (1612)
- III. Frigyes (1670) és Braunschweig-Lüneburgi Zsófia Amália királyné (1685)
- V. Keresztély (1699) és Hessen-Kasseli Sarolta Amália királyné (1714)
- IV. Frigyes (1730) és Mecklenburg-Rüstowi Lujza (1721) és Rewentlow Anna Zsófia (1743) királynék
- VI. Keresztély (1746) és Brandenburg-Kulmbachi Anna Zsófia királyné (1770)
- V. Frigyes (1766) és Nagy-Britanniai Lujza (1751) és Braunschweig-Wolfenbütteli Julianna Mária (1791) királynék
- VII. Keresztély (1808)
- VI. Frigyes (1839) és Hessen-Kasseli Mária királyné (1852)
- VIII. Keresztély (1848) és Schleswig-Holsteini Karolina Amália királyné (1881)
- VII. Frigyes (1863)
- IX. Keresztély (1906) és Hessen–kasseli Lujza királyné (1898)
- VIII. Frigyes (1912) és Bernadotte Lujza királyné (1926)
- X. Keresztély (1947) és Alexandrina királyné (1952)
- IX. Frigyes (1972) és Ingrid királyné (2000)

Itt volt eltemetve 2006. szeptember 23-ig a dán származású Marija Fjodorovna, III. Sándor orosz cár felesége is, ekkor azonban a Dánia és Oroszország közötti megegyezés szerint koporsóját visszaszállították Oroszországba, hogy Szentpéterváron temessék el.